# Адиль-торе (султан)
Адиль-султан (каз. Әділ-Төре, кит. 阿迪勒;  ? – 1815, близ Ташкента) – казахский султан, правитель части уйсунов и других родов Старшего жуза. Сын Абылай-хана от второй жены-каракалпачки Сайман-ханым. Единоутробный брат Вали-хана.

## Биография
Год рождения Адиль-торе неизвестен. Он служил и выполнял посольскую работу своего отца. В 1773 году поехал в Империю Цин от его имени. Был в аудиенции у Цяньлуна. В конце XVIII века и начале XIX века управлял родами под титулом хан, в знак признания получил от цинского богдыхана титул ван. У Адиль-торе было 13 сыновей: Абылай-торе (Кулан), Али-торе, Байжан, Толеке, Токе, Нуралы, Тыныбек и др. Среди его потомков правивший в Семиречье его внук от сына Нурали был Тезек-торе (1820–1879).